# جون فرنسيس (ناشط إسبرنتو)
جون فرنسيس (بالإنجليزية: John Francis)‏ (و. 1924 – 2012 م) هو ناشط إسبرانتو، وكاتب بريطاني، توفي في غلاسكو، عن عمر يناهز 88 عاماً.

## جوائز
حصل على جوائز منها:

Fine Arts Competitions of UEA ‏